# Фридрих Франц Ксаверий Гогенцоллерн-Гехингенский
Принц Фридрих Франц Ксавер(ий) Гогенцоллерн-Гехинген(ский), бургграф Нюрнбергский, граф Зигмаринген (нем. Friedrich Franz Xaver von Hohenzollern-Hechingen; 31 мая 1757, Маастрихт — 6 апреля 1844, Вена) — австрийский фельдмаршал. Возглавлял различные австрийские воинские части и соединения, союзные России, в шести больших войнах, в частности, сражался под началом фельдмаршала Суворова в Итальянском походе. 

## Биография

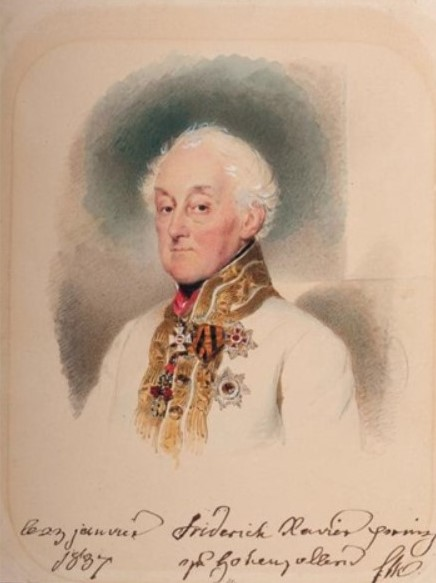
Портрет принца работы художника Морица Михаэля Даффингера, 1837 год.

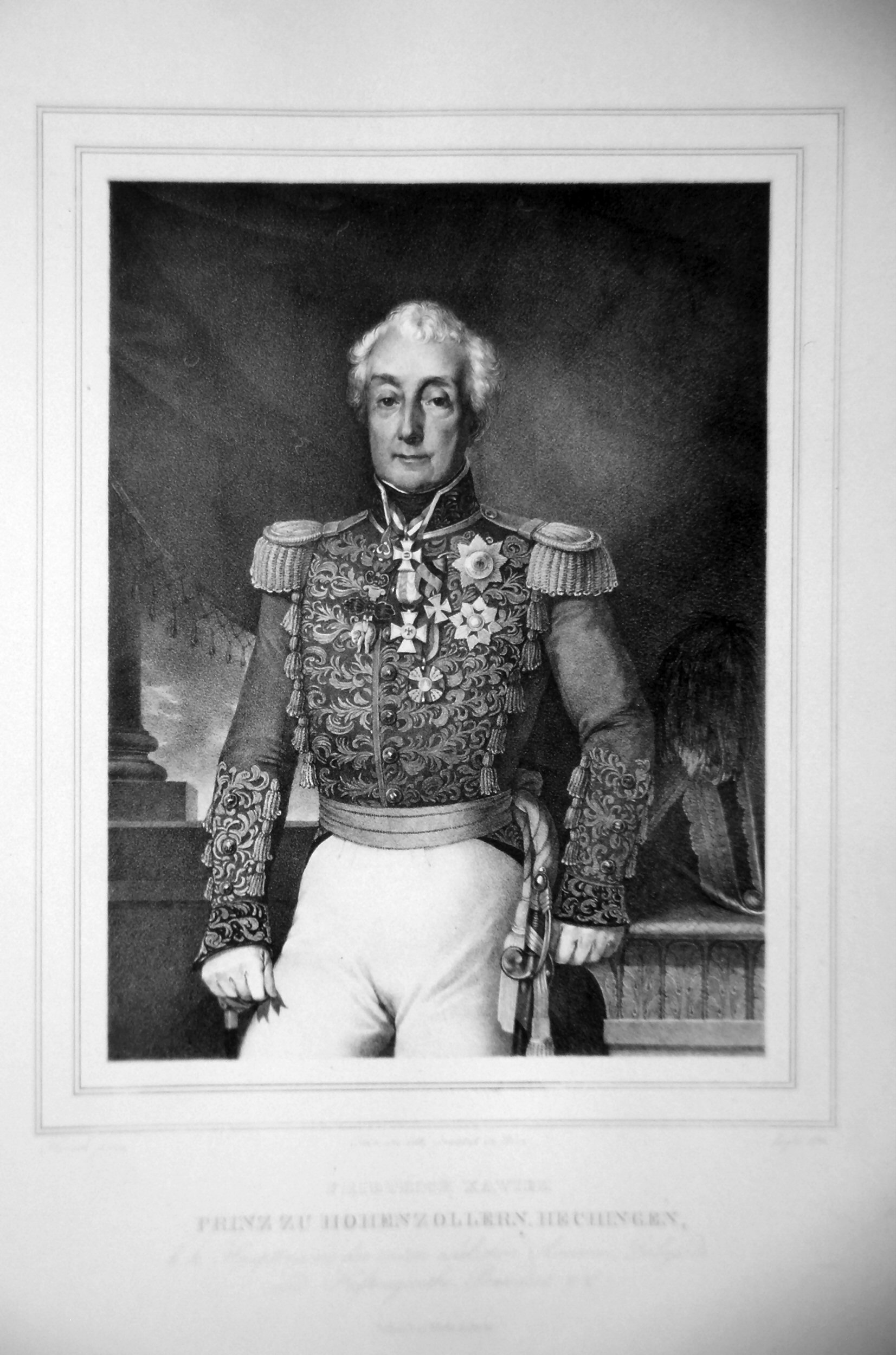
Гравированный портрет принца.

Родился в 1757 году в фамильном замке неподалёку от Маастрихта в семье принца Франца Ксаверия (1720—1765), представителя младшей ветви Гехингенского владетельного княжеского дома, который, в свою очередь, являлся младшей ветвью прусского королевского дома Гогенцоллернов. 
В возрасте 18 лет поступил на службу в голландскую армию, откуда год спустя перешёл в австрийскую. В составе австрийского 4-го кирасирского полка принимал участие в Войне за баварское наследство (1779—1780). После окончания войны был произведён в майоры. В ходе войны Австрии и России против Турции (см. Русско-турецкая война (1787—1791) и Австро-турецкая война (1787—1791))  находился в рядах своего полка при осаде Белграде. 
Произведённый в 1792 году в подполковники, принял участие в боевых действиях против Революционной Франции. С 1793 года был полковником и командиром кирасирского полка, во главе которого сражался с Французами в битве при Неервиндене. В 1796 году в чине генерал-майора сражался против французской Итальянской армии генерала Бонапарта в битве при Кальдиеро. Затем находился при осаде Мантуи. Был награждён рыцарским крестом австрийского военного ордена Марии-Терезии, хотя в целом действовал неудачно и после кровопролитного сражения при замке Фаворите в 1796 году попал во французский плен.
Освобожденный из плена в 1798 году, он уже в следующем году принимал участие в сражениях Войны второй коалиции: успешно действовал под Кремоной, Вероной, Миланом, Мантуей. За отличие в битве на Треббии в составе русско-австрийской армии Суворова получил чин фельдмаршал-лейтенанта (генерал-лейтенанта). 
В 1805 году в ходе Войны третьей коалиции командовал австрийской кавалерией в окрестностях Ульма, отказался исполнить приказ генерала Мака о капитуляции, вывел свою конницу из окружения и соединился с главными силами австрийской армии. 
В 1809 году в ходе Войны пятой коалиции  за отличие при вторжении австрийских войск в Баварию был награждён командорским крестом ордена Марии-Терезии. В дальнейшем сражался при Асперне и при Ваграме. Был произведён в генералы от кавалерии в том же году.
Во время Войны шестой коалиции (также известной, как Заграничные походы) был командиром одного из корпусов союзной армии. 
В 1815 году во время Ста дней руководил осадой Страсбурга против верных Наполеону войск генерала Раппа (Страсбург устоял, и благодаря этому и город и весь Эльзас вплоть до Франко-прусской войны оставались в составе Франции).
Помимо полевых должностей, в 1801—1815 годах (с перерывами) занимал должность командующего военным контингентом в австрийской Галиции. Имел также австрийский придворный чин камергера и гражданский — тайного советника. 
В 1825 году возглавил Гофкригсрат и занимал эту должность вплоть до 1830 года. В 1826 году был награждён высшим австрийским орденом Золотого руна, в 1830 году получил чин генерал-фельдмаршала и вышел в отставку.

## Брак и дети
22 января 1787 года женился на графине Марии Терезии фон Вильденштейн (1763—1835).
У пары было четверо детей:
- Фридрих Франц Антон (1790—1847), супруга — принцесса Каролина Гогенцоллерн-Зигмаринген (1810–1885), брак бездетный.
- Юлия Фридерика (1792—1864), замужем не была, потомства не оставила.
- Фридрих Адальберт (1793—1819), женат не был, потомства не оставил.
- Жозефина Фридерика (1795—1878), супруг — граф Феликс Веттер фон дер Лили (ум. 1853).